# Aldona Česaitytė-Nenėnienė
Aldona Česaitytė-Nenėnienė   (Daugirdai, 13 d'octubre de 1949 - Kaunas, 3 d'abril de 1999) fou una jugadora d'handbol lituana que va competir sota bandera soviètica durant les dècades de 1970 i 1980.
El 1976 va prendre part en els Jocs Olímpics de Mont-real, on guanyà la medalla d'or en la competició d'handbol. Quatre anys més tard, als Jocs de Moscou, revalidà la medalla d'or en la competició d'handbol.
En el seu palmarès també destaca una medalla de plata al Campionat del món d'handbol de 1978. A nivells de clubs jugà al Žalgiris Kaunas entre 1971 i 1982, amb qui guanyà la lliga lituana de 1978, 1980 i 1982 i la Copa Soviètica de 1982.